# Hilbertwürfel
Der Hilbertwürfel, auch Hilbertquader oder hilbertscher Fundamentalquader genannt, englisch Hilbert cube, ist ein nach dem Mathematiker David Hilbert benannter topologischer Raum, der den aus dem Anschauungsraum bekannten Würfel {\displaystyle [0,1]^{3}} auf unendlich viele Dimensionen verallgemeinert.

## Definition
Der Hilbertwürfel {\displaystyle W} ist der Produktraum {\displaystyle [0,1]^{\aleph _{0}}}, versehen mit der Produkttopologie. Das bedeutet im Einzelnen:
- {\displaystyle W} ist die Menge aller Folgen {\displaystyle x=(\xi _{n})_{n}} mit {\displaystyle 0\leq \xi _{n}\leq 1} für alle {\displaystyle n}.
- Eine Folge {\displaystyle (x_{m})_{m}} in {\displaystyle W}, wobei {\displaystyle x_{m}=(\xi _{n}^{(m)})_{n}}, konvergiert genau dann gegen ein {\displaystyle x=(\xi _{n})_{n}\in W}, wenn {\displaystyle \lim _{m\to \infty }\xi _{n}^{(m)}=\xi _{n}} für alle Indizes {\displaystyle n\in \mathbb {N} }.

## Eigenschaften
- Der Hilbertwürfel ist zusammenhängend und wegzusammenhängend, denn diese Eigenschaften übertragen sich auf Produkträume.
- Der Hilbertwürfel ist ein kompakter Hausdorffraum, wie unmittelbar aus dem Satz von Tychonoff folgt.
- Der Hilbertwürfel ist metrisierbar, eine die Topologie definierende Metrik ist durch

{\displaystyle d((\xi _{n})_{n},(\eta _{n})_{n}):=\sum _{n=1}^{\infty }{\frac {|\xi _{n}-\eta _{n}|}{2^{n}}}}
gegeben.
- Wie alle kompakten, metrisierbaren Räume ist der Hilbertwürfel separabel und genügt dem Zweiten Abzählbarkeitsaxiom (und damit auch dem Ersten Abzählbarkeitsaxiom). Hierbei ist die Menge

{\displaystyle D=\{(\xi _{n})_{n}\in W;\,\xi _{n}\in \mathbb {Q} {\mbox{ und }}\xi _{n}=0{\mbox{ für fast alle }}n\}}
eine abzählbare dichte Teilmenge von {\displaystyle W}. Die Menge aller {\displaystyle {\tfrac {1}{m}}}-Kugeln (bzgl. obiger Metrik) um die Punkte aus {\displaystyle D} ist dann eine abzählbare Basis.
- Die lebesgue'sche Überdeckungsdimension des Hilbertwürfels {\displaystyle W} ist unendlich, denn für jedes {\displaystyle m} enthält der Hilbertwürfel den zu {\displaystyle [0,1]^{m}} homöomorphen Unterraum {\displaystyle W_{m}:=\{(\xi _{n})_{n}\in W;\,\xi _{n}=0{\mbox{ für alle }}n>m\}}, muss daher eine Dimension {\displaystyle \geq m} haben für alle {\displaystyle m\in \mathbb {N} } und das heißt {\displaystyle \dim W=\infty }.

## Universelle Eigenschaft

### Kompakte Räume mit abzählbarer Basis
Der Hilbertwürfel {\displaystyle W} ist nach obigen Eigenschaften ein kompakter Hausdorffraum mit abzählbarer Basis. {\displaystyle W} ist universell bzgl. dieser Eigenschaften in dem Sinne, dass er von jedem solchen Raum eine Kopie enthält. Es gilt:
- Jeder kompakte Hausdorffraum mit abzählbarer Basis ist homöomorph zu einem abgeschlossenen Unterraum des Hilbertwürfels.

### Polnische Räume
Auch polnische Räume lassen sich in den Hilbertwürfel einbetten. Es gilt:
- Die polnischen Räume sind bis auf Homöomorphie genau die {\displaystyle G_{\delta }}-Mengen im Hilbertwürfel.
- Die kompakten, polnischen Räume sind bis auf Homöomorphie genau die abgeschlossenen Mengen im Hilbertwürfel.

## Der Hilbertwürfel im l2
Eine homöomorphe Kopie des Hilbertwürfels findet sich im Hilbertraum {\displaystyle \ell ^{2}} der quadratsummierbaren Folgen. Definiere
{\displaystyle {\tilde {W}}:=\{(\xi _{n})_{n}\in \ell ^{2};\,|\xi _{n}|\leq {\tfrac {1}{n}}{\mbox{ für alle }}n\}}.
Dann ist {\displaystyle \textstyle \varphi \colon W\rightarrow {\tilde {W}},(\xi _{n})_{n}\mapsto ({\frac {2\xi _{n}-1}{n}})_{n}} ein Homöomorphismus, wenn man {\displaystyle {\tilde {W}}} mit der Teilraumtopologie der Normtopologie des Hilbertraums {\displaystyle \ell ^{2}} versieht. Beachte, dass {\displaystyle {\tilde {W}}} keine Nullumgebung in {\displaystyle \ell ^{2}} ist, denn {\displaystyle {\tilde {W}}} enthält keine Normkugel. Ferner fallen auf {\displaystyle {\tilde {W}}} die relative Normtopologie und die relative schwache Topologie zusammen.
Alternative Definitionen des Hilbertwürfels wären {\displaystyle \textstyle W:=\prod _{n=1}^{\infty }[0,{\frac {1}{2^{n}}}]} oder {\displaystyle \textstyle W:=\prod _{n=1}^{\infty }[-{\frac {1}{n}},{\frac {1}{n}}]} oder {\displaystyle \textstyle W:=\prod _{n=1}^{\infty }[0,{\frac {1}{n}}]}, versehen mit der Produkttopologie. Bei einer solchen Definition wäre {\displaystyle W} selbst eine Teilmenge des Hilbertraums {\displaystyle \ell ^{2}}. Die erste Variante wird in verwendet, dort spricht der Autor wegen der unterschiedlichen Seitenlängen auch nicht vom Hilbertwürfel, sondern vom Hilbertquader, ebenso in, wo die dritte Variante zur Definition herangezogen wird.